# Komórka generatywna
Komórka generatywna – komórka występująca w gametoficie męskim, w ziarnach pyłku roślin nasiennych. Po zapyleniu komórka wegetatywna tworzy łagiewkę pyłkową, zaś komórka generatywna dzieli się na dwie komórki plemnikowe, które dzięki łagiewce przedostają się do środka nucellus i zlewają się z komórką jajową, tworząc zygotę. U okrytozalążkowych jedna komórka plemnikowa tworzy zygotę, zaś druga komórkę triploidalną, tzw. bielmo wtórne, poprzez zlanie z jądrem wtórnym.